# محمد ناظم الحقاني
محمد ناظم الحقاني ( 1922 - 7 مايو 2014)، أحد مرجعيات الصوفية النقشبندية، تلقى من والده الطريقة القادرية، ومن جده لأمه تلقى الطريقة المولوية.

## نشأته
ولد في لارنكا، قبرص في 26 شعبان 1340 هـ الموافق 23 أبريل 1922 م، ومنذ طفولته في قبرص كان يتوجه إلى درس جده شيخ الطريقة القادرية ليتعلم نظامها وروحانيتها. بدأ دراسة الهندسة الكيميائية في جامعة إسطنبول في عام 1940 م في حي بايزيد. وفي نفس الوقت كان يتقدم في علوم الشريعة واللغة العربية عن طريق الشيخ جمال الدين الآسوني والذي توفي في عام 1945 م. حصل على شهادة الهندسة الكيميائية.

## حياته
نسبه من طرف والده يصل إلى عبد القادر الجيلاني، مؤسس الطريقة القادرية، ونسبه من طرف والدته يصل إلى جلال الدين الرومي، مؤسس الطريقة المولوية، هو حَسَني – حُسَيني ينتهي نسبة عن طريق أجداده إلى عائلة الرسول. كان يردد أنا لا أشعر بميل للعلوم الحديثة، قلبي دوما متوجه للعلوم الروحية.
يقول عن أول لقاء له مع شيخه الشيخ عبد الله الفائز الداغستاني: «اقتربت لأطرق الباب، عندها فتح لي الشيخ الباب، وقال: أهلا بك بني، ناظم أفندي». مظهره الغير العادي جذبني فوراً، لم أر من قبل شيخا كهذا. النور ينسكب من وجهه وجبهته، والدفئ كان يتدفق من قلبه ومن الابتسامة على وجهه. أخذني صاعدا الدرج إلى غرفته وهو يقول لي : لقد كنّا بانتظارك.
بعد أخذ المبادئ من الشيخ عبد الله الفائز الداغستاني وتلقي بعض تمارين الطريقة، أُمر الشيخ ناظم بالعودة فورا إلى بلده قبرص. وتنفيذا لأوامر شيخه، انطلق فورا عائدا لوطنه الذي غادره منذ خمس سنوات.
بعد ذلك بدأ بنشر الإرشادات الروحية والتعاليم الإسلامية في قبرص، حيث تجمع حوله عددا كبيرا من المريدين الذين تقبلوا الطريقة النقشبندية. في ذلك الوقت في تركيا كانت كل الممارسات الدينية ممنوعة حتى الأذان. وكونه عائشا مع الجالية التركية في قبرص لمس بأن الدين كان تماما ممنوعا هناك أيضا.
أول عمل قام به الشيخ ناظم الحقاني هو الذهاب للمسجد والأذان بالعربية، على أثرها حوكم فورا بعدها وقضى في السجن أسبوعا، وبمجرد إطلاق سراحه توجه إلى المسجد الجامع في نيقوسيا وأذّن من منارتها. أخيرا فقد رفعت ضده 112 قضية بسبب ذلك حتى نصحه المحامون بالتوقف عن الأذآن ولكنه أجاب قائلا: لا أستطيع، الروحانيات يجب أن تنتشر.
وكان خلال فترة إقامته بقبرص يسافر في أنحاء قبرص وفي تركيا ولبنان والإسكندرية والقاهرة والسعودية وأقطار أخرى لنشر الطريقة النقشبندية.
ذهب إلى دمشق عام 1952 وتزوج من ابنة شيخ كبير ولديه ولدان وبنتان. أقام في دمشق لسنوات عديدة كان خلالها يزور قبرص ثلاثة أشهر بالعام، كما أنه اعتاد الحج سنويا يذكر أنه قد حج 27 مرة. وكان يسافر بصفته رئيساً لوفد الحجاج القبارصة.
بالنسبة للنشاط العالمي للشيخ ناظم الحقاني فقد بدأ عام 1974 حيث كانت أول زيارة له إلى أوروبا، وكانت مشابهةً لزياراته في منطقة الشرق الأوسط. ومن ثم أصبحت له زيارات متكررة وكثيرة، حيث كان يسافر سنويا بالطائرة من قبرص إلى لندن ومن ثم يعود بالبر لكن بعد مدّة أصبح يعود بالطائرة. كما وأنه قابل وما زال يقابل كل أصناف البشر من كل الأراضي ومن كل اللغات والأديان والثقافات. وما زال الناس ينطقون بالشهادة عنده، ويأخذون الطريقة والأسرار الروحية منه.
أما رحلاته لأمريكا فكانت بدايتها عام 1991، وزار خلالها 15 ولاية وقابل خلالها أعداداً كبيرة من الناس من المسلمين والمسيحيين واليهود والسيخ والبوذيين والهندوس والبهائيين وأصحاب الديانات الجديدة.
ومن نتائج هذه الزيارة تأسيس أكثر من 15 مركزاً للطريقة النقشبندية في شمال أمريكا.
أما الزيارة الثانية فكانت في عام 1993. يذكر أنه دخل الإسلام في هذه الزيارة أكثر من عشرة آلاف شخص الذين تعلموا مبادئ الطريقة النقشبندية.
ثم قام في نفس العام بزيارة أخرى للولايات المتحدة وتم تأسيس (Haqqani Convention and Retreat Center in Fenton Michigan)
وهذا المركز هو المقر الرئيسي للنقشبندية في شمال أمريكا، وقد حضر الافتتاح حوالي ألف شخص من مريدي الشيخ من أصقاع أمريكا.
أما زياراته لشرق آسيا أي بروناي وماليزيا وسنغافورا والهند وباكستان وسيريلانكا، فبدأت عام 1986 حيث زار معظم المدن الرئيسية هناك وجرى استقباله من السلاطين والرؤساء ورؤساء الوزارات والرسميين.
ويعتَبر أن ثمار النشاط في الغرب أسفر عن تأسيس ما تسميه مراكز الصوفية عبر أوروبا وشمال أمريكا.المركز العالمي الرئيسي هو Islamic Priory in London والذي تبرع به سلطان بروناي.

## سلسلة النقشبندية
5 ـ جعفر الصادق
6 ـ أبو يزيد البسطامي
7 ـ أبو الحسن الخرقاني
8- أبو علي الفارمدي.
9 ـ يوسف الهمداني.
10 ـ أبو العباس الخضر.
11 ـ عبد الخالق الغجدواني.
12 ـ عارف ريوكري.
13 ـ محمود إنجير فغنوي.
14 ـ علي الرامتيني.
15 ـ محمد بابا سماسي.
16 ـ السيد كلال.
17 ـ بهاء الدين النقشبند
18 ـ علاء الدين العطار.
19 ـ يعقوب الجرخي.
20 ـ عبيدالله الاحرار.
21 ـ محمد القاضي الزاهد.
22 ـ درويش محمد.
23 ـ محمد خواجكي امكني.
24 ـ محمد باقي.
25 ـ أحمد السرهندي.
26 ـ محمد معصوم.
27 ـ محمد سيف الدين.
28 ـ نور محمد البدواني.
29 ـ شمس الدين حبيب الله جان جانان.
30 ـ عبد الله الدهلوي.
31 ـ الشيخ مولانا خالد البغدادي.
32 ـ إسماعيل الأناراني.
33 ـ خاص محمد.
34 ـ محمد أفندي اليراغي.
35 ـ جمال الدين الغموقي الحسيني.
36 ـ أبو أحمد الصغوري.
37 ـ أبومحمد المدني.
38 ـ شرف الدين الداغستاني.
39 ـ عبد الله الفائز الداغستاني.
40ـ محمد ناظم عادل الحقاني.
41- محمد محمد عادل الحقاني.

## وصلات خارجية
- شمس الشموس - موقع الطريقة النقشبندية الحقانية